# Trash Can Sinatras
Die Trash Can Sinatras sind eine schottische Indie-Pop-Band aus Irvine, North Ayrshire.

## Bandgeschichte
Die Trash Can Sinatras wurden 1987 von Frank Reader, den Brüdern John und Stephen Douglas sowie Paul Livingston und George McDaid als Coverband gegründet. Bei einem Auftritt in einer Bar wurden sie von Simon Dine von Go! Discs entdeckt und unter Vertrag genommen.
Anfang 1990 machten sie mit ihrer ersten Veröffentlichung Obscurity Knocks erstmals auf sich aufmerksam, obwohl die EP die Top 75 der britischen Charts verfehlte. Der zweite Song Only Tongue Can Tell, der Vorläufer zu ihrem Debütalbum, wurde dann ein Radiohit in den Vereinigten Staaten und kam in die Top 10 der Rockcharts. Das Album Cake kam daraufhin sowohl in Großbritannien als auch in den USA in die Charts, wo es sich 13 Wochen lang hielt.
1993 hatten sie mit Hayfever einen weiteren Singlehit und auch das Album I've Seen Everything war recht erfolgreich. Trotzdem begann der Erfolg nachzulassen und drei Jahre später wurde ihr Album A Happy Pocket nur noch in Großbritannien veröffentlicht und brachte ihnen keine weiteren Chartplatzierungen mehr. Als dann auch noch das Label den Besitzer wechselte, stand die Band schließlich ohne Plattenvertrag da und ging mit ihrem eigenen Aufnahmestudio pleite.
In den folgenden Jahren hielten die Bandmitglieder Kontakt und traten weiterhin gelegentlich gemeinsam auf. Sie stellten sogar ein weiteres Album zusammen, das aber nie veröffentlicht wurde. Erst 2004 brachte sie ein schottisches Kulturförderprogamm zum South-by-Southwest-Festival in Texas, was schließlich zu einem neuen Vertrag mit dem New Yorker Label Spin Art führte. Mit Weightlifting erschien noch im selben Jahr ein neues Album, mit dem sie sich wieder zurückmeldeten. Es folgte eine ausgedehnte Tour, die sie außer durch die Staaten und die britischen Inseln auch nach Japan und Australien führte. Danach erschienen ein Livealbum und eine DVD, bevor sich die Trashcan Sinatras 2007 an ein neues Album machten. Doch sie hatten erst einmal Pech und ihr US-Label ging im selben Jahr in Konkurs. Das nächste Album erschien schließlich 2009 bei Lo-Five Records unter dem Titel In the Music.
Im Oktober 2014 kündigte die Band über ihre Social-Media-Kanäle Aufnahmen für ein sechstes Studioalbum an. Als Finanzierungshilfe wurde eine Pledge-Kampagne ins Leben gerufen, die Fans die Möglichkeit bot, das Album in verschiedenen Varianten vorzubestellen und sich je nach Höhe der finanziellen Beteiligung verschiedene exklusive Boni wie Merchandiseartikel, handgeschriebene Lyric-Sheets, Gitarrenstunden mit Paul Livingston oder eine Gitarre von Frank Reader zu sichern. Am 21. Oktober 2015 wurde als erster Song „Best Days On Earth“ den Teilnehmern der Kampagne im Rahmen eines Updates zur Verfügung gestellt. Im selben Update wurde auch der Name des kommenden Albums, „Wild Pendulum“, verkündet. Trotz der Ankündigung im August 2015, das Album werde im folgenden Januar erscheinen, wurde der Veröffentlichungstermin später auf April 2016 verschoben. Zuvor wurde jedoch ein weiterer Track, „Ain’t That Something“, veröffentlicht. Am 22. April 2016 wurde das Album schließlich für die Teilnehmer der Pledge-Kampagne veröffentlicht, am 13. Mai folgte das offizielle Release in allen Formaten. Zeitgleich begann die Band eine ausgedehnte USA-Tour mit etwa 20 Konzerten.
Zur Feier des 30-jährigen Band-Bestehens wurde im August 2017 eine Akustiktour durch die USA angekündigt. Auf dieser wurden alle jemals von den Trash Can Sinatras veröffentlichten Songs live dargeboten. Im Oktober, während die Tour bereits lief, wurde der Start einer weiteren Pledge-Kampagne bekanntgegeben. Durch die Vorbestellung von CDs und DVDs sowie Merchandise und Exklusivangeboten sollte die Aufnahme von drei aufeinander folgenden Sets am 4. November 2017 in den Swing House Studios in Los Angeles finanziert werden. An dem besagten Abend wurden insgesamt 42 Songs gespielt, von denen eine Auswahl in der Folge als Konzertfilm bzw. -album mit dem Titel „All Night in America“ veröffentlicht werden sollen.
Im Jahr 2018 sind die Trash Can Sinatras als Supportact von Del Amitri im Vereinigten Königreich auf Tour.

## Mitglieder
- Francis Reader (* 21. Oktober 1965 in Glasgow), Gesang, Akustische Gitarre
  - Frank Reader ist der Bruder der Sängerin Eddi Reader.
- Paul Livingston (* 12. Januar 1971 in Kilmarnock), Leadgitarre
- Stephen Douglas (* 21. Februar 1970 in Irvine), Schlagzeug
- John Richard Douglas (* 3. Dezember 1963 in Irvine), Rhythmusgitarre, Gesang
- Stevie Mulhearn (* 1. Juni 1972 in Irvine), Keyboard (seit 1999)
- Frank DiVanna (* 23. März 1979 in Los Angeles), Bass (seit 2009)

ehemalige Mitglieder
- George McDaid, Bass, bis 1992
- David William Hughes (* 26. April 1964 in Irvine), Bass, ab 1992
- Grant Wilson (* 22. Mai 1975 in Irvine), Bass, ab 1998

## Diskografie

### Alben
- Cake (1990)
- I’ve Seen Everything (1993)
- A Happy Pocket (1996)
- Zebra of the Family (Demos and Debris) (2003)
- Weightlifting (2004)
- Fez (live – unplugged) (2005)
- Midnight at the Troubadour (DVD) (2006)
- In the Music (2009)
- Brel (live) (2010)
- Wild Pendulum (2016)

### EPs
- Obscurity Knocks (EP) (1990)
- Only Tongue Can Tell (EP) (1990)
- Circling the Circumference (EP) (1990)
- Hayfever (EP) (1993)
- I’ve Seen Everything (EP) (1993)
- The Main Attraction (EP) (1996)
- Twisted and Bent (EP) (1996)
- How Can I Apply (EP) (1996)
- To Sir with Love (EP) (1996)
- Snow (EP) (1999)
- Weightlifting (EP) (2004)
- Wild Mountainside (EP) (2005)
- Oranges and Apples (Downloadsingle, 2008)